# Autaugaville
Autaugaville és una població dels Estats Units a l'estat d'Alabama. Segons el cens del 2007 tenia 871 habitants.

## Demografia
Segons el cens del 2000, Autaugaville tenia 820 habitants, 316 habitatges, i 219 famílies. La densitat de població era de 41 habitants per km².
Dels 316 habitatges en un 34,5% hi vivien nens de menys de 18 anys, en un 39,6% hi vivien parelles casades, en un 25% dones solteres, i en un 30,4% no eren unitats familiars. En el 28,5% dels habitatges hi vivien persones soles el 13,6% de les quals corresponia a persones de 65 anys o més que vivien soles. El nombre mitjà de persones vivint en cada habitatge era de 2,59 i el nombre mitjà de persones que vivien en cada família era de 3,18.
Per edats la població es repartia de la següent manera: un 31,1% tenia menys de 18 anys, un 8,9% entre 18 i 24, un 26,5% entre 25 i 44, un 20,2% de 45 a 60 i un 13,3% 65 anys o més.
L'edat mediana era de 33 anys. Per cada 100 dones hi havia 86,4 homes. Per cada 100 dones de 18 o més anys hi havia 78,8 homes.
La renda mediana per habitatge era de 22.563 $ i la renda mediana per família de 35.417 $. Els homes tenien una renda mediana de 29.688 $ mentre que les dones 19.821 $. La renda per capita de la població era de 12.586 $. Aproximadament el 27,4% de les famílies estaven per davall del llindar de pobresa.

## Poblacions més properes
El següent diagrama mostra les poblacions més properes.